# 1913 na Venezuela
Esta é uma cronologia dos principais fatos ocorridos no ano de 1913 na Venezuela.

## Cinema
- 11 de novembro: La dama de las cayenas, de Henry Zinnmermann e Lucas Manzano.

## Personalidades

### Nascimentos
- 2 de junho: Vicente Gerbasi (m. 1992) — poeta e escritor.[1]
- 23 de agosto: Luis Felipe Ramón y Rivera (m. 1993) — violinista, compositor, professor, escritor e folclorista.[carece de fontes?]
- 11 de setembro: Jacinto Convit (m. 2014) — médico e cientista, o descobridor da vacina contra a hanseníase e contra alguns tipos de câncer.[2]
- 26 de novembro: Cecilia Martínez (m. 2015) — locutora, animadora, a pioneira da rádio na Venezuela.[3]